# 리도 비에리
리도 비에리(이탈리아어: Lido Vieri ˈliːdo ˈvjɛːri[*], 1939년 7월 16일, 토스카나 주 피옴비노 ~)는 이탈리아의 전직 축구 선수이자 감독으로, 선수 시절 골키퍼로 활동했다.
그는 이탈리아 국가대표팀 일원으로 유로 1968 우승과 1970년 월드컵 준우승을 경험했다.

## 클럽 경력
현역 시절, 그는 토리노, 인테르나치오날레, 그리고 피스토이에세에서 활약했다. 비에리는 1967-68 시즌에 토리노 소속으로 코파 이탈리아를 우승했고, 인테르나치오날레 소속으로는 1970-71 시즌에 세리에 A를 우승했다.

## 국가대표팀 경력
비에리는 1963년부터 1968년까지 이탈리아 국가대표팀 경기에 4번 출전했다. 그는 페루초 발카레지 감독 임기에 이탈리아가 안방에서 유로 1968을 우승할 때와 1970년 월드컵에서 준우승할 당시 각각 디노 초프와 엔리코 알베르토시의 후보 수문장으로 대기했다.

## 경기 방식
빠르고, 신체적으로 강인하며, 꾸준하고, 경기를 지배하는 수문장으로, 그의 세대 최고 수준의 골키퍼로 정평이 났다. 비에리는 1962-63 시즌에 세리에 A의 최우수 골키퍼로서 "콤비상"을 받았다. 현역 시절에 비에리는 도발적이며, 목소리 크고, 고압적인 골키퍼였다. 비에리는 우아하고, 대담하고, 몸을 잘 날리는 수문장이기도 하며, 운동 신경, 훌륭한 선방, 기지, 그리고 쇄도하여 공을 회수하는 능력 외에도, 지역을 조율하는 능력, 지도자적 역량, 그리고 공배급 저지 등에도 두각을 나타냈다. 그러나, 골키퍼로서의 특유의 성깔과 끈질김으로 인해 명성이 반감되기도 했다.

## 수상

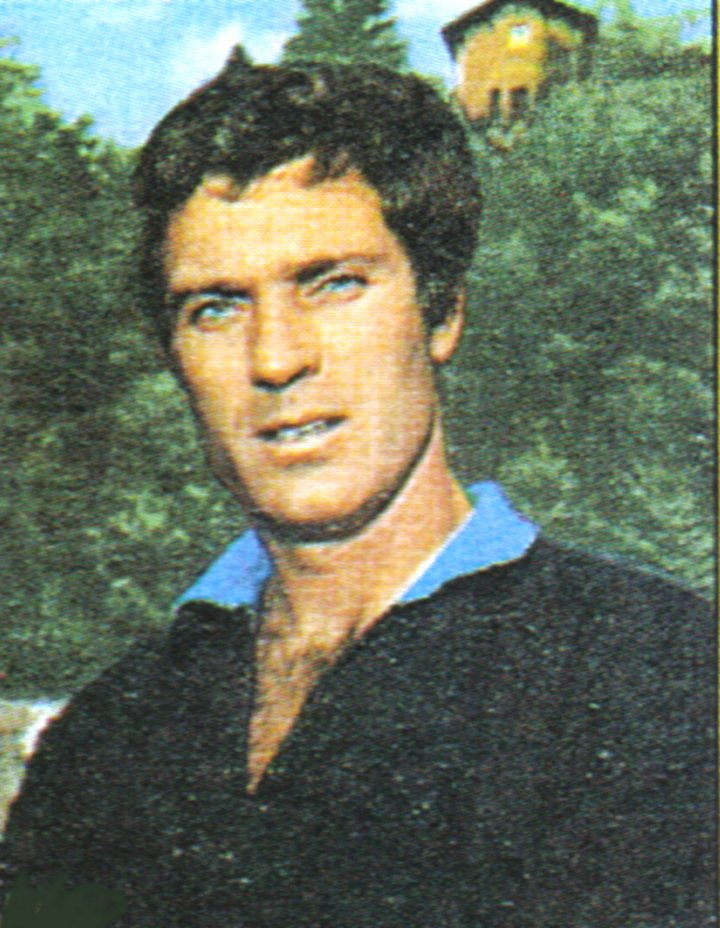
리도 비에리

### 수상
토리노
- 코파 이탈리아: 1967–68

인테르나치오날레
- 세리에 A: 1970–71

### 국가대표팀
이탈리아
- 유럽 선수권 대회: 1968
- 월드컵 준우승: 1970